# Cloniophorus viridis
Cloniophorus viridis es una especie de escarabajo longicornio del género Cloniophorus, tribu Callichromatini, subfamilia Cerambycinae. Fue descrita científicamente por Aurivillius en 1913.

## Descripción
Mide 10-16 milímetros de longitud.

## Distribución
Se distribuye por Malaui, Mozambique y Tanzania.